# The Sign in Sidney Brustein's Window
The Sign in Sidney Brustein's Window è un'opera teatrale della drammaturga statunitense Lorraine Hansberry, portata al debutto a New York nel 1964.
Il dramma fu la seconda opera di Hansberry ad essere portata in scena a Broadway, dopo il successo ottenuto dall'autrice nel 1959 con A Raisin in the Sun.

## Trama
Sidney Brustein è un intellettuale che fatica ad arrivare a fine mese nel Greenwich Village degli anni 1960. La moglie Iris, con cui è in crisi da tempo, lo lascia per andare a recitare in televisione, mentre l'attivista afroamericano Alton Scales prova a convincere Sidney ad appoggiare il politico riformista Wally O'Hara. Inizialmente Sidney accetta, ma poi torna sui suoi passi quando scopre che anche Wally è un politico corrotto. Alton intanto corteggia Gloria, la cognata di Sidney, ma quando scopre che la donna non fa la modella (come sosteneva lei), bensì la prostituta, la lascia in malo modo, spingendola al suicidio. La morte di Gloria fa riappacificare Sidney e Iris.